# Наяпітек
Наяпітеки — гіпотетичні предки людини, останки яких не були виявлені. Гіпотеза є маргінальною, її активно підтримує автор, доцент кафедри філософії Марійського державного університету Леонард Іванович Ібраєв. Він же ввів і саму назву «наяпітек» (лат.  Pithecus naias ).

## Суть гіпотези
Автор гіпотези стверджує, що люди походять не від мавпоподібних предків, які жили в лісах і саванах, але від двоногих мавп, які 3-2 мільйони років тому вели напівводний спосіб життя, мешкаючи по берегах річок і озер і харчуючись молюсками та іншими водними організмами. На його думку, наяпітеки були безволосими і мали великі голови, на відміну від волохатих і «маломозких» за його словами Савано-лісових претендентів на звання предків  Homo sapiens .

## Критика гіпотези
Критики вказують на те, що останки наяпітеков не були виявлені, на проблеми з їх можливими предками і на те, що гіпотеза односторонньо підходить до досягнень (в тому числі до використання знарядь) тих передбачуваних предків людини, яких вважають такими більш загальновизнані теорії. Також задається питання, чому наяпітеки зрештою пішли від водного способу життя, якщо він був настільки зручний для них, а на суші їм загрожувала конкуренція з близько родинними видами, тими самими, яких Ібраєв відкидає як предків сучасних людей. Проблемним є і підхід Ібраєва до еволюції наяпітеків в сучасних людей, яку він показує як пряму і їй же пояснює відсутність останків. Разом з тим критики вказують, що гіпотеза про наяпітеків добре пояснює наявність у людей підшкірного жиру, який відсутній або присутній у мавп в меншій мірі.